# Prasinocyma candida
Prasinocyma candida là một loài bướm đêm trong họ Geometridae.